# Leontopodium artemisiifolium
Leontopodium artemisiifolium là một loài thực vật có hoa trong họ Cúc. Loài này được (H.Lév.) Beauverd mô tả khoa học đầu tiên năm 1913.